# Enacantha
Enacantha is een geslacht van libellen (Odonata) uit de familie van de waterjuffers (Coenagrionidae).

## Soorten
Enacantha omvat 1 soort:
- Enacantha caribbea Donnelly & Alayo, 1966